# Anaheim
Anaheim város Kalifornia állam délnyugati részén, Orange megyében, az Egyesült Államokban. Központja Los Angeles központjától kb. 40 km-re DK-re található. Lakossága 336 ezer fő volt 2010-ben.
Anaheim elsősorban a Disneyland szórakoztató parkjáról és profi jégkorongcsapatáról (Anaheim Ducks) ismert.

## Nevezetes szülöttei
- Michael Anderson (1969–), jazz-trombitás
- Ashley Benson (1989–), színész és modell
- Rebecca Black (1997–), énekes
- Moon Bloodgood (1975–), színész
- Jeff Buckley (1966–1997–), énekes
- Austin Butler (1991–), színész
- Milorad Čavić (1984–), úszó
- Rosalind Chao (1957–), színész
- Don Davis (1957–), filmzene-zeneszerző
- Leo Fender (1909–1991–), feltaláló
- Kelly McCormick (1960–), sportoló
- Marcus Mumford (1987–), énekes (Mumford&Sons–)
- Rodney Morris (1970–)
- Alyson Reed (1958–), színésznő
- Elizabeth Ryan (1892–1979–), teniszező
- Mark St. John (1956–2007–), rockzenész
- Milo Ventimiglia (1977–), színész
- Bruce Penhall (1957–), Speedway-világbajnok
- Robert Mark Pipta (1967–), görögkatolikus püspök

## Fordítás
- Ez a szócikk részben vagy egészben  az   Anaheim, California című angol Wikipédia-szócikk fordításán alapul.  Az eredeti cikk szerkesztőit annak laptörténete sorolja fel. Ez a jelzés csupán a megfogalmazás eredetét és a szerzői jogokat jelzi, nem szolgál a cikkben szereplő információk forrásmegjelöléseként.